# Nachman Avigad
Nachman Avigad (hebrejsky נחמן אביגד‎) (25. září 1905 – 28. ledna 1992 Jeruzalém) byl izraelský archeolog.

## Biografie
Avigad se narodil 25. září 1905 v haličském Zawalowě jako Nachman Reiss a studoval architekturu v Brně. Roku 1926 vycestoval do tehdejší Palestiny. Pracoval na vykopávkách bejtalfské synagogy a synagogy v Chamat Gader.
Roku 1952 promoval a v letech 1949–1974 přednášel na Hebrejské univerzitě. Od roku 1953 vedl archeologický průzkum v Bejt Še'arim.
Jeho hlavním profesionálním dílem bylo v letech 1969 až 1985 řízení vykopávek jeruzalémské Židovské čtvrti ve Starém Městě, zničené Arabskou legií r. 1948.
Dr. Nachman Avigad zemřel 28. ledna 1992 v Jeruzalémě.